# Ichschididen
Die Ichschididen (arabisch إخشيديون, DMG Iḫšīdiyūn) waren eine türkischstämmige Dynastie im frühislamischen Ägypten, sie regierten das Land von 935 bis 969. 

## Liste der Ichschididen-Herrscher
- Abu Bakr Muhammad ibn Tughdsch al-Ichschid (935–946)
- Abu l-Qasim Unudschur ibn Muhammad (946–961)
- Abu l-Hasan Ali ibn Muhammad (961–966)
- Abū l-Misk Kāfūr (966–968)
- Abu l-Fawaris Ahmad ibn Ali (968–969)

Der Ichschid Muhammad ibn Tughdsch wurde vom Kalifen 930 zum Statthalter in Syrien und 933 in Ägypten eingesetzt. Trotz der starken Machtposition erkannte er die Oberhoheit der Abbasiden weiter an. Allerdings musste er seine Herrschaft gegen die Angriffe der Fatimiden aus Ifrīqiya und  Aufstände von Schiiten im Inneren verteidigen. 
Für die Nachfolger Muhammads errang der schwarze Eunuch Kāfūr die Regentschaft und konnte 966 auch seine Anerkennung als Statthalter durch den Kalifen erreichen. Er war ein großer Förderer von Kunst und Wissenschaft. Allerdings gelang es den Fatimiden schon unter dem Ichschididenherrscher Abu l-Fawaris Ägypten 969 zu erobern und die Dynastie zu stürzen.